# Стребіж Михайло Володимирович
Миха́йло Володи́мирович Стре́біж — сержант резерву Збройних сил України.

## Нагороди
За особисту мужність і героїзм, виявлені у захисті державного суверенітету та територіальної цілісності України, вірність військовій присязі під час російсько-української війни
- нагороджений орденом «За мужність» III ступеня (25.3.2015).